# Studebaker US6

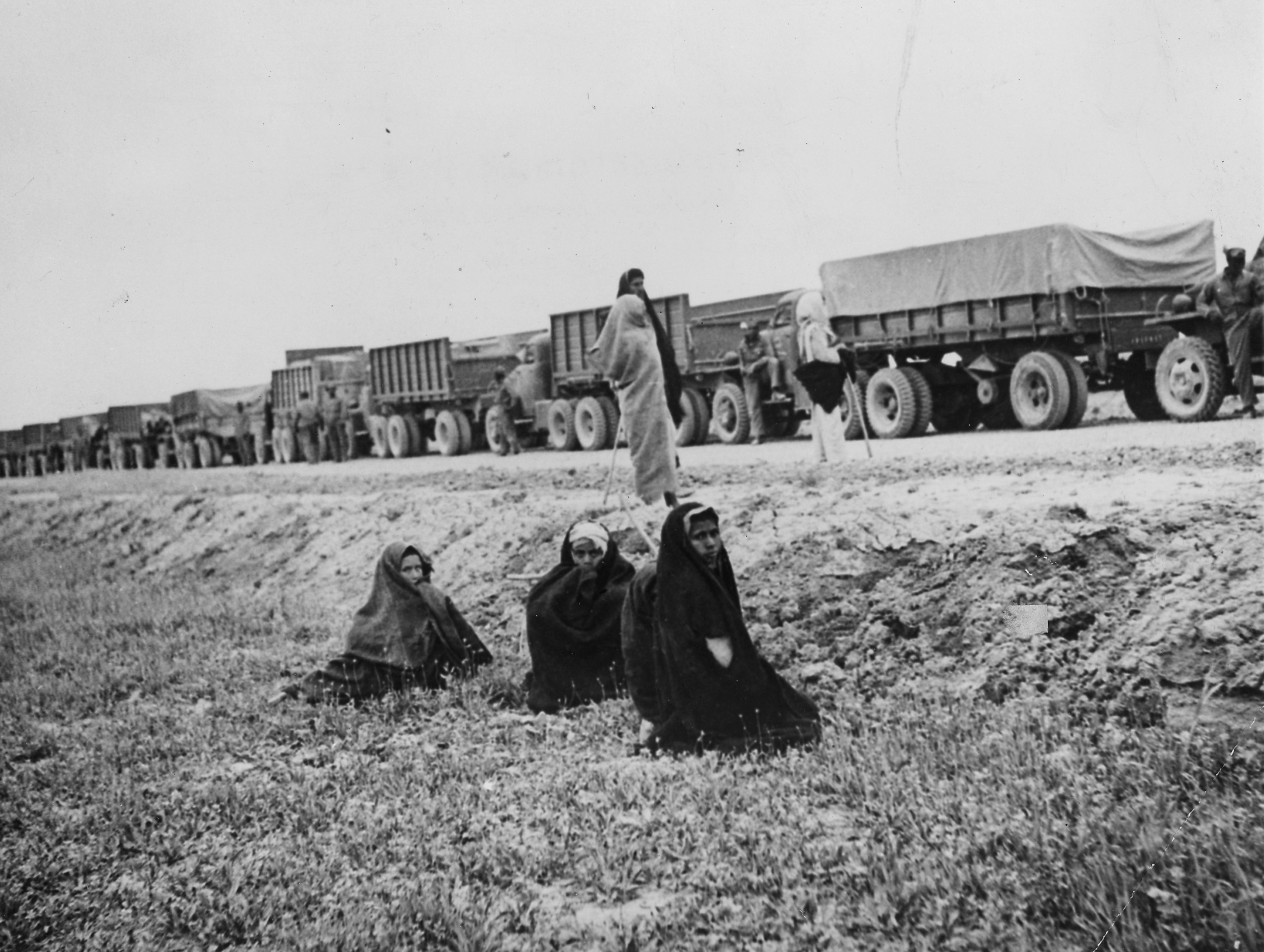
Dodávky Studebakerů do SSSR přes Persii

Studebaker US6 byl americký vojenský nákladní a užitkový automobil vyráběný v době druhé světové války nejen v USA, ale i v Íránu, odkud byly v rámci dohody o půjčce a pronájmu dodávány do Sovětského svazu.
V Íránu nebyl vyráběn, ale pouze kompletován z dodaných polotovarů, které vznikly rozmontováním vyrobených aut na montážní skupiny, aby se lépe vešly do přepravního prostoru lodí. Dnes se to občas děje podobně u vývozu osobních aut, aby se předešlo clům v zemi dovozu.
Automobil vznikl roku 1941 v americké společnosti Studebaker, kde se vyrábělo až do roku 1945 třináct různých obměn. Stroj byl produkován s dvěma a s třemi hnacími nápravami (6x6, nebo 6x4). Existoval ve dvou velikostech rozvoru a se dvěma typy kabin (plechovou a plátěnou). Automobily sloužily nejen jako nákladní vozy, ale i jako nosiče různých nástaveb (např. palivové cisterny), z nichž však nejvíce proslula konfigurace s raketometem Kaťuša. Do roku 1945 bylo vyrobeno celkem přes 200 tisíc vozů, z toho 100 tisíc bylo dodáno do SSSR.
Sovětskými vojáky byl tento automobil velmi oblíben a dostal od nich přezdívku „studěr.“ V době osvobození Československa v roce 1945 se tak s těmito automobily setkávali Češi jak u amerických, tak u sovětských vojsk. Studebakery používali za války i českoslovenští vojáci, po druhé světové válce měla automobily ve výzbroji i Československá armáda.

## Modely

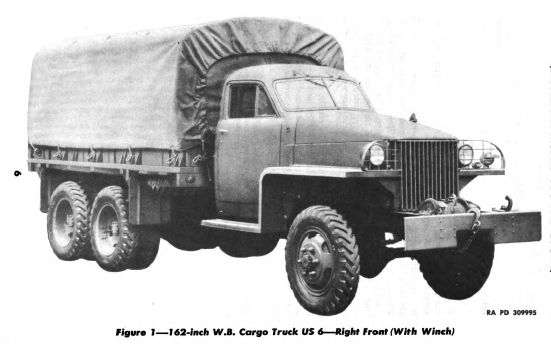
Nákladní U2
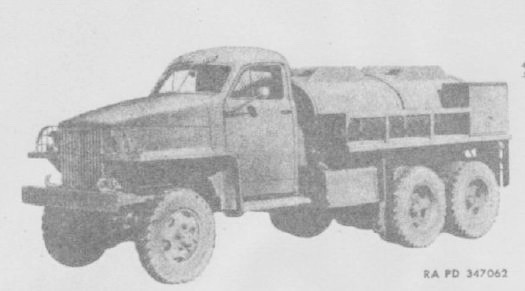
Cisterna U5
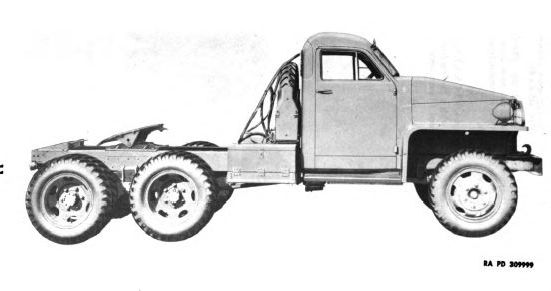
Tahač U6
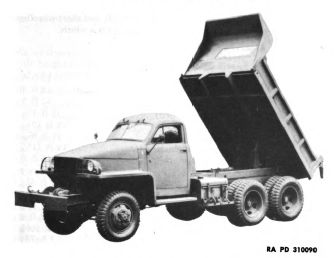
Sklápěč U11
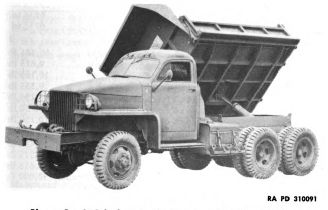
Sklápěč U13